# Олений парк

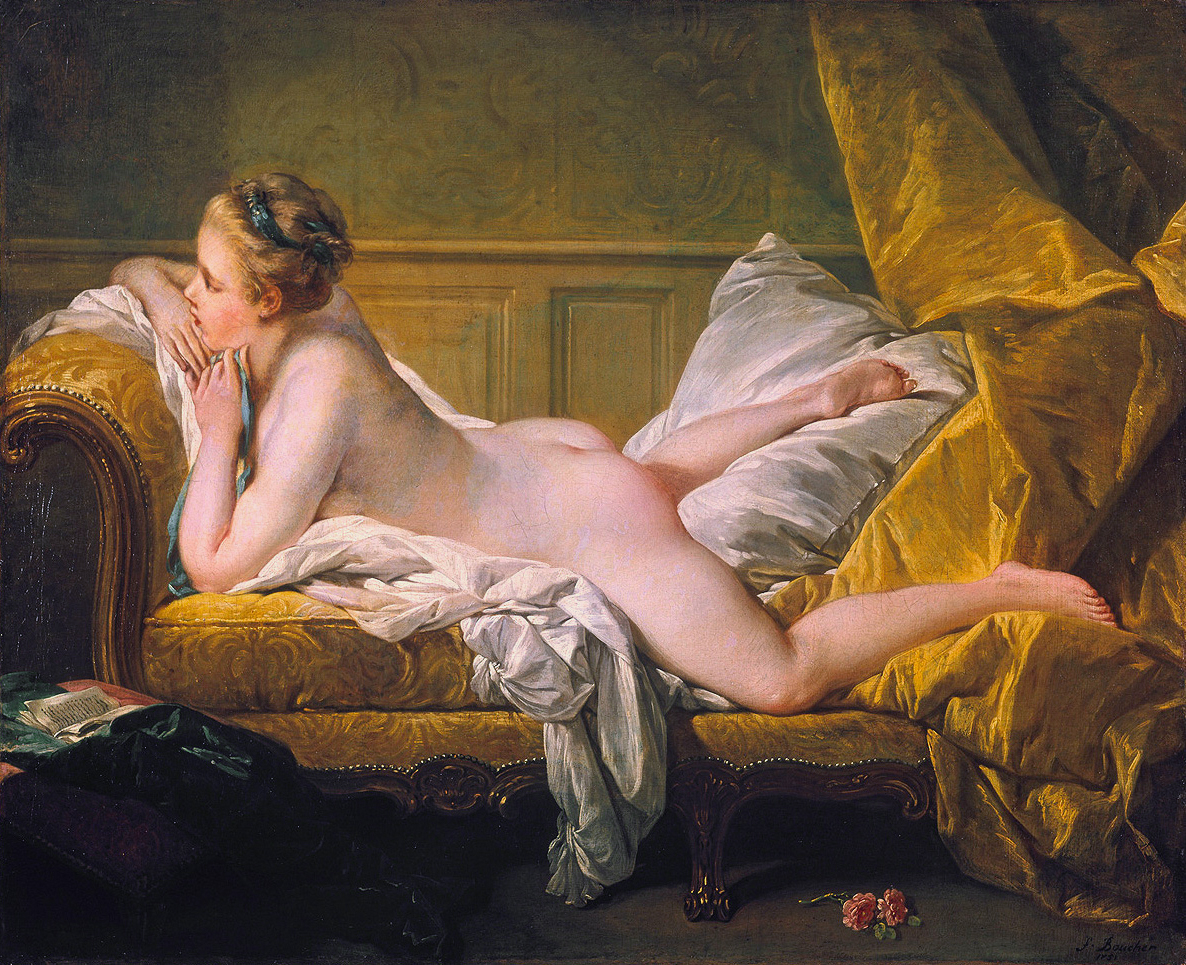
Франсуа Буше. Портрет 15-летней Луизы О’Мёрфи

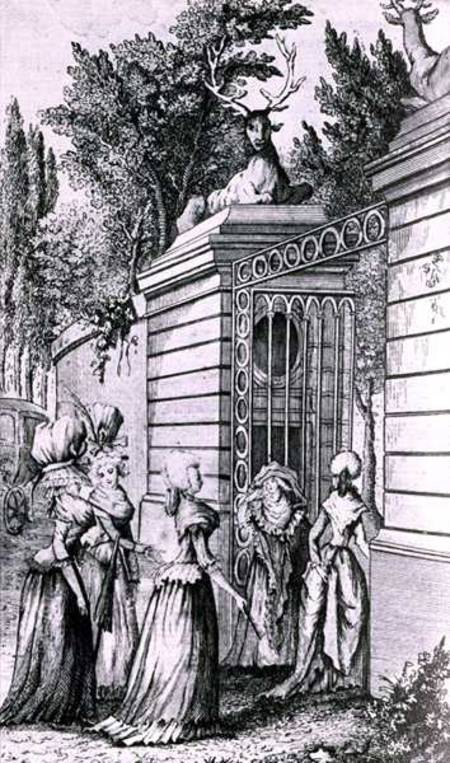
Вход в Олений парк, французская гравюра XIX века

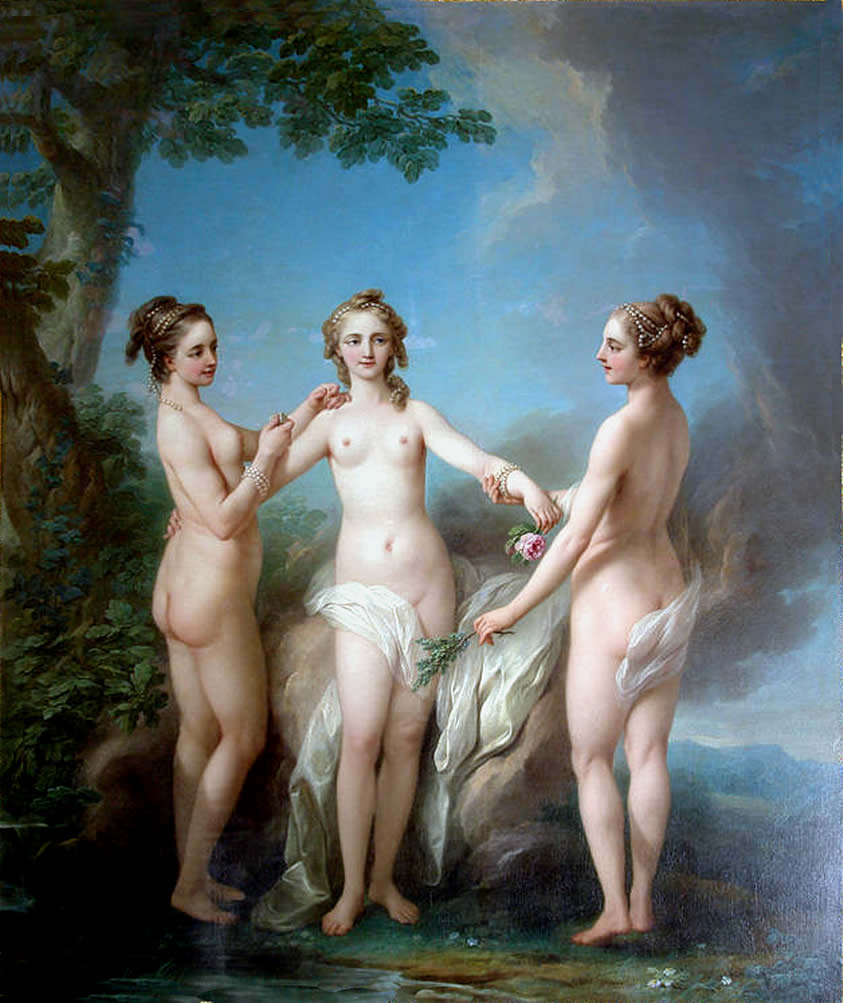
«Три грации»
(художник Ван Лоо)
Изображены Полин и, предположительно, её сёстры

«Оле́ний парк» (фр. Parc-aux-cerfs) — особняк неподалёку от Версальского дворца, предназначавшийся для встреч короля Франции Людовика XV с многочисленными и часто меняющимися фаворитками.
В литературе XIX—XX веков феномен «Оленьего парка» использовался в качестве примера развращённости нравов эпохи рококо.
Инициатором создания «Оленьего парка» явилась официальная фаворитка Людовика XV — маркиза де Помпадур. Причина такого поведения кроется в следующем: не желая потерять короля (а вместе с ним и власть над страной), фаворитка сама «выращивала» для него юных любовниц. Таким образом, расчётливая женщина не допускала появления серьёзной соперницы, которая могла бы надолго занять место в сердце Людовика.
В связи с этим современные историки и литераторы часто ставят в вину Людовику XV «развращение малолетних». Однако в «Оленьем парке» содержались девушки 15—17 лет, что, по меркам XVIII века, не являлось детским возрастом. Король являлся к девушкам инкогнито или представлялся «польским дворянином» из свиты Станислава Лещинского. После того как та или иная девушка переставала интересовать короля, её выдавали замуж, причём король обеспечивал ей приличествующее приданое.
Самая известная из девушек, прошедших через «Олений парк» — ирландка Луиза О’Мёрфи, запечатлённая на ряде полотен Франсуа Буше.

## История дома
Особняк сохранился до нашего времени по адресу Rue Saint-Louis 20, Versailles, находится в частных руках и недоступен для посещения.
Собственно, «Олений парк» — это первоначальное название всего квартала, в котором находится данный особняк.
Людовик XIII охотился здесь на оленей, посреди рощи стоял охотничий домик. Людовик XIV поселил здесь своих королевских офицеров и музыкантов, рядом был дворцовый огород. После того, как в 1754 году был построен собор Св. Людовика, район стал называться по имени собора Сент-Луи. Он быстро приобрел аристократичность. В нем жили придворные, которые постоянно должны были находиться в Версале, но не имели квартиры во дворце. Одновременно, уже при Людовике XV, дома в этом районе использовались членами королевской семьи и знатью для скрытых встреч с любовницами. Так что выбор Помпадур на этот район выпал не случайно.
Отель де ля Колетт (Hôtel de La Colette), так называется этот особняк, был построен в 1752 году для Шарля Коллана (Charles Collin) интенданта маркизы. В 1751 г. Помпадур из-за проблем со здоровьем больше не могла занимать место в постели короля, поэтому постройка дома, которую начал её доверенный человек, была скорее всего частью её новой интриги по удержанию короля. Половина участка, на котором стоит особняк, была унаследована от тёти Коллана, другая половина была подарена королём. Дарственная от 25 апреля 1751 года до сих пор переходит от владельца к владельцу особняка.
Дом построен в типичном стиле небольшого французского отеля (городского особняка). Участок расположен на углу двух тихих улиц, в плане похож на вытянутый прямоугольник. От улицы участок отделяет высокая стена, которая скрывает его от посторонних взглядов. На короткой стороне находятся ворота, украшенные маской фавна. За воротами мощёный парадный дворик, окружённый типичным павильоном XVIII века и двумя флигелями по сторонам. За павильоном находится небольшой сад во французском стиле. 
В доме сохраняются три комнаты, оформленные в любимом маркизой стиле рококо, они служили её личными апартаментами во время её частых визитов. Стены покрыты красной и золотой парчой, окна симметрично выглядывают в сад и во двор. Сохранились бледно-зелёная венецианская обшивка стен, два зеркала и камин. Раньше в доме висели картины с пасторальными сценами любимого художника маркизы Франсуа Буше, но они были проданы в начале XX века. В спальне стены раскрашены популярными в рококо китайскими мотивами, пятиметровый потолок украшен изображениями птиц на фоне голубого неба и облаков.
Общая площадь участка 1370 квадратных метров. Сад размером 1200 квадратных метров. Жилая площадь 400 квадратных метров.
В 2013 году дом продавался за 6,5 млн. евро.